# Emirado de Abdalcáder
```
   |-
       |
Erro:
:  
valor não especificado para "
nome_comum
"
```

O Emirado de Mascara, Emirado de Abdalcáder, ou a Resistência de Mascara, foi fundado por Abdalcáder com a lealdade do povo da Argélia para resistir à conquista francesa da Argélia com sua primeira capital em Mascara então Tagdemt depois que foi tomada pela França.